# マラカイボカエルガメ
マラカイボカエルガメ（学名：Phrynops zuliae）は、ヘビクビガメ科カエルガメ属に分類されるカメ。別名ズリアカエルガメ。

## 分布
模式標本の産地（模式産地）はEdo. zulia（エクアドル）で、種小名zuliaeや別名の由来になっている。
エクアドル（マラカイボ湖南西部）固有種

## 形態
最大甲長28cm。背甲は扁平、上から見ると細長い。背甲の色彩は暗褐色一色。腋下甲板は鼠蹊甲板は小型で、腋下甲板がない個体もいる。腹甲の色彩は黄色。
頭部は非常に大型。喉に左右に1本ずつ髭状の突起がある。頭部の背面の色彩は灰色、腹面の色彩は淡黄色や白。吻端から鼓膜にかけて黒い1本の縦縞が入る。

## 生態
河川の周囲にある沼や湿地に生息する。水中の堆積物に潜り込んでいることが多いが、陸上で活動することもある。
食性は動物食で、昆虫類（タガメ類）を食べた例がある。カエルガメ属で頭部が大型化する種は貝類を食べるため、本種も貝類が食性に含まれると考えられている。
繁殖形態は卵生。

## 人間との関係
分布が極めて限定され、生息数の少ない種と考えられている。